# Белл, Дерек
Де́рек Белл (англ. Derek Bell, род. 31 октября 1941, Пиннер, Мидлсекс) — британский автогонщик, девятикратный призёр (пятикратный победитель) «24 часов Ле-Мана», участник чемпионатов мира по автогонкам в классе машин Формулы-1.

## 24 часа Ле-Мана
| Год  | Машина                                | Группа    | Результат |
| ---- | ------------------------------------- | --------- | --------- |
| 1968 | Ford GT40                             | S 5000    | НС        |
| 1970 | Ferrari 512 S}}                       | S}}       | Сход      |
| 1971 | Porsche 917 Lang Heck                 | S         | Сход      |
| 1972 | Ferrari 365 GTB/4                     | GTS       | 8         |
| 1973 | Mirage M6 - Ford Cosworth DFV         | S         | Сход      |
| 1974 | Gulf GR 7 - Ford Cosworth DFV         | S         | 4         |
| 1975 | Gulf Mirage GR8 - Ford Cosworth DFV   | S         | 1         |
| 1976 | Mirage GR8 - Ford Cosworth DFV        | 6         | 5         |
| 1977 | Renault Alpine A442                   | 6         | Сход      |
| 1978 | Renault Alpine A442А                  | 6         | Сход      |
| 1979 | Ford M10 (Mirage) - Ford Cosworth DFV | 6         | Сход      |
| 1980 | Porsche 924 Carrera Turbo             | GTP       | 13        |
| 1981 | Porsche 936/81                        | G6        | 1         |
| 1982 | Porsche 956                           | С         | 1         |
| 1983 | Porsche 956                           | С         | 2         |
| 1985 | Porsche 962 С                         | С1        | 3         |
| 1986 | Porsche 962 С                         | С1        | 1         |
| 1987 | Porsche 962 С                         | С1        | 1         |
| 1988 | Porsche 962 С                         | С1        | 2         |
| 1989 | Porsche 962 С GTi                     | С1        | Сход      |
| 1990 | Porsche 962 С                         | С1        | 4         |
| 1991 | Porsche 962 С                         | 2         | 7         |
| 1992 | Porsche 962 С GTi                     | С3        | 12        |
| 1993 | Courage C30 LM - Porsche              | С2        | 10        |
| 1994 | Kremer CK8 Spyder - Porsche           | LMP1 /C90 | 6         |
| 1995 | McLaren F1 GTR - BMW                  | GT1       | 3         |
| 1996 | McLaren F1 GTR LM - BMW               | GT1       | 6         |
| 1998 | Ferrari 333 SP                        | Р1        | НС        |

## Результаты гонок в Формуле-1
| Легенда к таблице |                                                                    |
| --- | ------------------------------------------------------------------ |
| В таблице перечислены результаты всех Гран-при Формулы-1, в которых принимал участие гонщик. Строками таблицы являются сезоны, столбцами — этапы чемпионата мира. В каждой клетке указаны сокращённое название этапа и результат, дополнительно обозначенный цветом. Расшифровка обозначений и цветов представлена в нижеследующей таблице. |                                                                    |
| \| Пример \| Описание \| \| ------------ \| ------------------------------------------------------------------ \| \| 1 \| Победитель \| \| 2 \| Второе место \| \| 3 \| Третье место \| \| 5 \| Финишировал, заработав очки \| \| Сход \| Не финишировал, но при этом заработал очки \| \| 12 \| Финишировал, не получив очков \| \| НКЛ \| Финишировал, но не попал в финальную классификацию \| \| 15 \| Участвовал вне зачёта, либо по отдельной классификации \| \| 18 \| Не финишировал, но попал в финальную классификацию \| \| Сход \| Не финишировал \| \| НКВ \| Не прошёл квалификацию \| \| НПКВ \| Не прошёл предквалификацию \| \| ДСК \| Дисквалифицирован \| \| ИСК \| Исключён из протокола соревнований \| \| ТТ \| Заявлен для участия только в тренировках \| \| НС \| Участвовал в квалификации, но не стартовал в гонке \| \| Т \| Травмирован или болен \| \| ОТК \| Отказ от участия \| \| НТР \| Прибыл на соревнования, но на трассу не выезжал \| \| НПР \| Был заявлен в числе участников, но не прибыл к началу соревнований \| \| О \| Соревнования отменены \| \| \| Не участвовал \| \| Поул-позиция \| \| \| Быстрый круг \| \| |                                                                    |
| Пример | Описание                                                           |
| 1 | Победитель                                                         |
| 2 | Второе место                                                       |
| 3 | Третье место                                                       |
| 5 | Финишировал, заработав очки                                        |
| Сход | Не финишировал, но при этом заработал очки                         |
| 12 | Финишировал, не получив очков                                      |
| НКЛ | Финишировал, но не попал в финальную классификацию                 |
| 15 | Участвовал вне зачёта, либо по отдельной классификации             |
| 18 | Не финишировал, но попал в финальную классификацию                 |
| Сход | Не финишировал                                                     |
| НКВ | Не прошёл квалификацию                                             |
| НПКВ | Не прошёл предквалификацию                                         |
| ДСК | Дисквалифицирован                                                  |
| ИСК | Исключён из протокола соревнований                                 |
| ТТ | Заявлен для участия только в тренировках                           |
| НС | Участвовал в квалификации, но не стартовал в гонке                 |
| Т | Травмирован или болен                                              |
| ОТК | Отказ от участия                                                   |
| НТР | Прибыл на соревнования, но на трассу не выезжал                    |
| НПР | Был заявлен в числе участников, но не прибыл к началу соревнований |
| О | Соревнования отменены                                              |
| | Не участвовал                                                      |
| Поул-позиция |                                                                    |
| Быстрый круг |                                                                    |

| Сезон | Команда                     | Шасси          | Двигатель     | Ш | 1   | 2   | 3   | 4        | 5       | 6        | 7   | 8        | 9        | 10      | 11       | 12       | 13      | 14      | 15  | Место | Очки |
| ----- | --------------------------- | -------------- | ------------- | - | --- | --- | --- | -------- | ------- | -------- | --- | -------- | -------- | ------- | -------- | -------- | ------- | ------- | --- | ----- | ---- |
| 1968  | Scuderia Ferrari            | Ferrari 312/68 | Ferrari V12   | F | ЮАР | ИСП | МОН | БЕЛ      | НИД     | ФРА      | ВЕЛ | ГЕР      | ИТА Сход | КАН     | США Сход | МЕК      |         |         |     | —     | 0    |
| 1969  | Bruce McLaren Motor Racing  | McLaren M9A    | Cosworth V8   | G | ЮАР | ИСП | МОН | НИД      | ФРА     | ВЕЛ Сход | ГЕР | ИТА      | КАН      | США     | МЕК      |          |         |         |     | —     | 0    |
| 1970  | Tom Wheatcroft Racing       | Brabham BT26A  | Cosworth V8   | G | ЮАР | ИСП | МОН | БЕЛ Сход | НИД     | ФРА      | ВЕЛ | ГЕР      | АВТ      | ИТА     | КАН      |          |         |         |     | 22    | 1    |
| 1970  | Team Surtees                | Surtees TS7    | Cosworth V8   | F |     |     |     |          |         |          |     |          |          |         |          | США 6    | МЕК     |         |     | 22    | 1    |
| 1971  | Team Surtees                | Surtees TS9    | Cosworth V8   | F | ЮАР | ИСП | МОН | НИД      | ФРА     | ВЕЛ Сход | ГЕР | АВТ      | ИТА      | КАН     | США      |          |         |         |     | —     | 0    |
| 1972  | Martini Racing Team         | Tecno PA123    | Tecno Flat-12 | F | АРГ | ЮАР | ИСП | МОН      | БЕЛ НПР | ФРА НКВ  | ВЕЛ | ГЕР Сход | АВТ      | ИТА НКВ | КАН НС   | США Сход |         |         |     | —     | 0    |
| 1974  | Bang & Olufsen Team Surtees | Surtees TS16   | Cosworth V8   | F | АРГ | БРА | ЮАР | ИСП      | БЕЛ     | МОН      | ШВЕ | НИД      | ФРА      | ВЕЛ НКВ | ГЕР 11   |          |         |         |     | —     | 0    |
| 1974  | Team Surtees                | Surtees TS16   | Cosworth V8   | F |     |     |     |          |         |          |     |          |          |         |          | АВТ НКВ  | ИТА НКВ | КАН НКВ | США | —     | 0    |